# Brda (Montenegro)
Brda (en serbio cirílico Брда, con el significado de «tierras altas» o «colinas») es una región histórica y etnográfica de Montenegro. Estaba constituida por las siete tribus de Brda (Брдска племена): Vasojevići, Bjelopavlići, Piperi, Kuči, Bratonožići, Morača y Rovca, conocidas como las siete brdas o «colinas» (Седморо брда), antes del siglo XX, y la plena independencia de Montenegro.
Brda es también el nombre de un municipio de Eslovenia, situado en la frontera con Italia.

## Geografía
Actualmente, la región geográfica de Brda incluye partes del centro, este y nordeste de Montenegro, en las altas montañas fronterizas con Albania. El territorio ocupa aproximadamente 3.500 km², en el que viven unas 100.000 personas.
La región incluye el norte de Podgorica, con los asentamientos Masline, Zlatica, Zagorič y Rogami, el vecindario Spuž, las ciudades Danilovgrad, Kolašin, Berane y Andrijevica, y aldeas como Bioče, Murina y Mateševo.

## Historia
La tierra montañosa, Gorska župa, aparece mencionada por primera vez en los escritos de Esteban I Nemanjić en el monasterio de Žiča, en 1220. Con la conquista otomana, la región pasó a formar parte del sanjacado de Montenegro (1514-1528) y el sanjacado de Scutari (1479-1913), divisiones menores del imperio Otomano.
La cremación de los restos de Sava de Serbia para castigar el alzamiento del Banato serbio en 1594 provocó una revuelta de los serbios contra los otomanos. Los enfrentamientos fueron constantes, hasta que, durante el gobierno de Pedro I de Montenegro, la llanura de Bjelopavlićka y lo que quedaba de las siete colinas se unió y fue llamado oficialmente "Montenegro y las colinas". En el código de Danilo I de Montenegro, de 1855, especifica que es el señor de las Montañas Negras Libres (Montenegro) y las Colinas (Brda).
Durante la Asamblea de Podgorica (1918-1919), Brda votó formar parte de Serbia.